# Maurice Le Luc
Maurice-Athanasius Le Luc (1885–1964) – francuski wiceadmirał podczas II wojny światowej.

## Biografia
Urodzony 14 lipca 1885 r. w Lorient. Pierwszy syn kupca, był zastępcą dowódcy francuskich sił morskich admirała Darlana, gdy w listopadzie 1939 r. został mianowany wiceadmirałem i dowódcą sił morskich.
22 czerwca 1940 był jednym z sygnatariuszy zawieszenia broni w Lesie Compiègne, gdzie wraz z ambasadorami Léonem Noelem, generałem Charlesem Huntzigerem (Francuskie Wojska Lądowe) i generałem Jeanem Bergeretem (Francuskie Siły Powietrzne).
Maurice Le Luc jest uważany za jedną z osób odpowiedzialnych za niepowodzenie negocjacji między brytyjskim admirałem Somerville’em a jego francuskim odpowiednikiem Gensoulem, które doprowadziły do bitwy pod Mers el-Kébir. Po południu 3 lipca 1940 r. zbliżał się do porozumienia, ale Le Luc powiedział Gensoulowi przez radio, że francuskie eskadry Tulonu i Algieru pospieszyły mu z pomocą. Brytyjczycy przyjęli wiadomość, a Londyn rozkazał Somerville'owi otworzyć ogień. Le Luc następnie służył rządowi Vichy i przyjął rangę i mianowanie wiceadmirała eskadry w marcu 1941, pozostał dowódcą sił morskich do września 1941, a następnie ponownie od listopada 1942 do początku kwietnia 1943.
Po wojnie 25 lutego 1950 roku został skazany na dwa lata więzienia za kolaborację. Po ogłoszeniu amnestii w 1951 roku, we wrześniu 1961, został ponownie włączony do drugiej sekcji oficerów marynarki wojennej. Zmarł 7 kwietnia 1964 w Paryżu, w 4. dzielnicy.
Odznaczony Orderem Franciski.